# Robert Berger
Robert Berger (1938) è un matematico statunitense, noto per aver scoperto la prima tassellatura aperiodica usando un insieme di 20.426 forme di piastrelle distinte.

## Biografia

### Istruzione e carriera
Berger fece i suoi studi universitari al Rensselaer Polytechnic Institute e studiò fisica applicata ad Harvard, conseguendo un master, prima di passare alla matematica applicata per il suo dottorato. Insieme a Wang Hao, gli altri due membri del comitato di dottorato di Berger erano Patrick Carl Fischer e Marvin Minsky. Successivamente, ha lavorato nel gruppo Digital Integrated Circuits del Lincoln Laboratory.

### Contributi alla teoria della tassellatura
L'inaspettata esistenza di tassellature aperiodiche, sebbene non la loro esplicita costruzione da parte di Berger, deriva da un altro risultato dimostrato da Berger stesso nel 1966 e cioè che il cosiddetto problema del domino è indecidibile. Ciò smentisce una congettura di Wang Hao, supervisore di Berger. Il risultato è analogo a una costruzione del 1962 usata da Kahr, Moore e Wang, per dimostrare che una versione più limitata del problema del domino era indecidibile.

## Pubblicazioni
Il lavoro di Berger sulla tassellatura è stato pubblicato nel 1966 come "L'indecidibilità del problema domino" nelle Memorie dell'AMS. Questo documento è essenzialmente una ristampa della dissertazione di Berger del 1964 presso l'Università di Harvard.
Nel 2009, un lavoro di Berger e di altri ricercatori del Lincoln Laboratory, "Wafer-scale 3D integration of InGaAs image sensors with Si readout circuits", ha vinto il premio come miglior paper alla IEEE International 3D System Integration Conference (3DIC).